# Iwao Yamawaki
Iwao Yamawaki (山脇 巌, Yamawaki Iwao), né le 29 avril 1898 et mort le 8 mars 1987, est un photographe japonais formé au Bauhaus.